# Воронино (Оренбургская область)
Воронино — поселок в Шарлыкском районе Оренбургской области в составе Путятинского сельсовета. 

## География
Находится на расстоянии примерно 32 километра на север от районного центра села  Шарлык.

## Население
Население составляло 8 человека в 2002 году (русские 100%),  8 по переписи 2010 года.